# The Overton Window
The Overton Window (Brasil: A Janela de Overton ), é o segundo romance de ficção do escritor e apresentador norte-americano Glenn Beck. Lançado originalmente em 15 de junho de 2010, o livro é um thriller político que conta a história de uma conspiração secular que visa a destruição dos Estados Unidos. A edição em português foi lançada em 2011 pela editora Novo Conceito.